# Pecorino

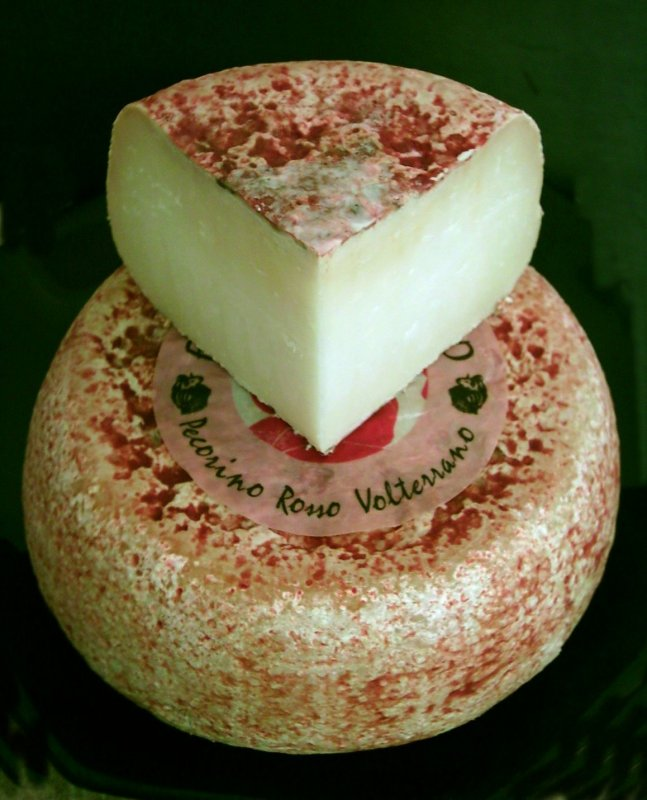
Pecorino Rosso

Pecorino är lagrad fårost som härstammar från Italien. Pecorino betyder fårost och den tillverkas i flera regioner i Italien. Osten finns både som färsk, mellanlagrad och vällagrad och det gör att skalet varierar i färg. Ibland gnids skalet med tomat, olivolja eller aska, allt enligt den lokala traditionen. Arom, doft och smakintensitet varierar beroende på dess ursprung, mjölkens kvalitet och lagringstiden. En pecorino kan ibland innehålla en mindre kvantitet komjölk.

## Pecorino toscano
Mellanlagrad toskansk pecorino. Brunt skal som har gnidits med olivbottensats som skydd under den första lagringsperioden. Kompakt, vit och lite kalkig textur som är resultatet av en antik teknik. Smakrik.

## Pecorino di Remo
Opastöriserad mellanlagrad toskansk pecorino. Osten tillverkas i Garfagnana-bergen på mjölken från nymjölkade får. Lagringen är cirka 60 dagar och sker alltid på granplankor. Smak med bestämd karaktär, doft och bouquet som är typiska för opastöriserad mjölk.

## Pecorino valnöt
Mellanlagrad toskansk pecorino med grovmalda valnötter. Detta tillför en skär färg, både på ytan och inuti.

## Pecorino di Fossa - Selezione Beltrami
Vällagrad pecorino från Cartoceto i Marche, som också kallas för jordlagrad pecorino. Lagringen av denna pecorino sker i kalkgrottor och gropar (fossa) utan kylanläggningar. Ovillis Ambrosia (ostens latinska namn) lindas in i linnesäckar i augusti och läggs sedan ned i kalkgropar för ytterligare 100 dagar, helt utan lufttillförsel. Kalkväggarna är klädda med färsk halm från de omgivande bergen. Ostarna tas i enlighet med gamla traditioner upp ur groparna den sista söndagen i november. Osten passar med senapsmarinerade frukter eller honung.

## PDO-märkta pecorinoostar

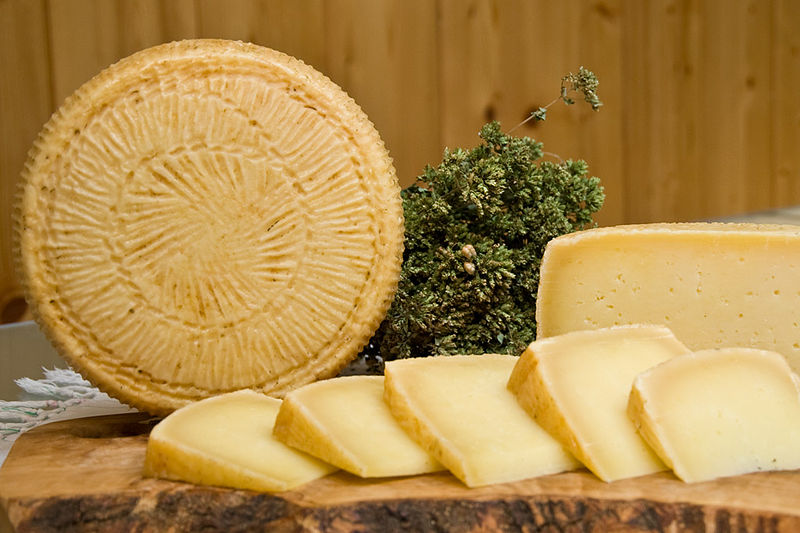
Pecorino di Filiano

Fem ostar är märkta PDO, Protected Designation of Origin:
- Pecorino di Filiano (Potenza)
- Pecorino Romano (Rom, Grosseto, Cagliari, Nuoro, Oristano, Sassari)
- Pecorino Sardo (Cagliari, Nuoro, Oristano, Sassari)
- Pecorino Siciliano (Catania, Enna, Trapani, Caltanissetta, Palermo, Ragusa, Syracusa, Messina, Agrigento)
- Pecorino Toscano (Arezzo, Pisa, Massa Carrara, Livorno, Grosseto, Firenze, Prato, Lucca, Pistoia, Siena)